# Lista monumentelor istorice din județul Bacău

Simbol utilizat în România pentru monumentele istorice

Lista monumentelor istorice din județul Bacău cuprinde monumentele istorice din județul Bacău înscrise în Patrimoniul cultural național al României. Lista completă este menținută și actualizată periodic de către Ministerul Culturii, Cultelor și Patrimoniului Național din România, ultima versiune datând din 2015.

| Cod LMI                                          | Denumire | Localitate                                        | Localizare | Datare, Creatori                                                            | Imagine               | Erori             |
| ------------------------------------------------ | --- | ------------------------------------------------- | --- | --------------------------------------------------------------------------- | --------------------- | ----------------- |
| BC-I-s-A-00699 (RAN: 20304.01)                   | Situl arheologic de la biserica „Sf. Nicolae” din Bacău                                                                                            | municipiul Bacău                                  | Bd. Unirii 2-4, la N de actuala catedrală „Sf. Nicolae”                                                               |                                                                             | Încarcă foto \| video | Raportează eroare |
| BC-I-m-A-00699.01 (RAN: 20304.01.01)             | Fundații | municipiul Bacău                                  | Bd. Unirii 2-4, la N de actuala catedrală „Sf. Nicolae” 46.56917°N 26.91222°E                                         | sec. XV - XVI                                                               |                       | Raportează eroare |
| BC-I-m-A-00699.02 (RAN: 20304.01.02)             | Cimitir | municipiul Bacău                                  | Bd. Unirii 2-4, la N de actuala catedrală „Sf. Nicolae” 46.56917°N 26.91222°E                                         | sec. XVI-XIX                                                                | Încarcă foto \| video | Raportează eroare |
| BC-I-m-B-00700 (RAN: 22683.01)                   | Așezarea de la Arini, punct „Dealul Popii” | sat Arini; comuna Găiceana                        | „Dealul Popii” | Epoca bronzului, Cultura Foltești                                           | Încarcă foto \| video | Raportează eroare |
| BC-I-s-B-00701 (RAN: 21132.01)                   | Situl arheologic de la Asău | sat Asău; comuna Asău                             | „Cetățuia”, pe un promontoriu la N de stația de apă și 150 m de șoseaua națională                                     | Perioada de tranziție la epoca bronzului, Cultura Horodiștea - Foltești     | Încarcă foto \| video | Raportează eroare |
| BC-I-s-B-00702 (RAN: 23305.01)                   | Așezare | sat Bălăneasa; comuna Livezi                      | La marginea de S a satului, la S de drumul spre satul Poiana                                                          | Eneolitic, Cultura Cucuteni                                                 | Încarcă foto \| video | Raportează eroare |
| BC-I-s-B-00703 (RAN: 23305.02)                   | Așezare | sat Bălăneasa; comuna Livezi                      | La 2 km SV de sat, pe malul Tazlăului Mare                                                                            | Epoca bronzului târziu, Cultura Noua                                        | Încarcă foto \| video | Raportează eroare |
| BC-I-s-B-00704 (RAN: 23886.01)                   | Așezare | sat Bărboasa; comuna Oncești                      | „Podul Morii”, la 600 m S de satul Oncești, pe malul drept al Berheciului                                             | Epoca bronzului, Cultura Monteoru                                           | Încarcă foto \| video | Raportează eroare |
| BC-I-s-B-00705 (RAN: 23886.02)                   | Situl arheologic de la Bărboasa | sat Bărboasa; comuna Oncești                      | „Dealul Bărboasei”, la 200 m N de Biserica „Nașterea Maicii Domnului” din satul Bărboasa                              |                                                                             | Încarcă foto \| video | Raportează eroare |
| BC-I-m-B-00705.01 (RAN: 23886.02.03)             | Așezare | sat Bărboasa; comuna Oncești                      | „Dealul Bărboasei”, la 200 m N de Biserica „Nașterea Maicii Domnului” din satul Bărboasa                              | sec. V a. Chr., Hallstatt târziu                                            | Încarcă foto \| video | Raportează eroare |
| BC-I-m-B-00705.02 (RAN: 23886.02.02)             | Așezare | sat Bărboasa; comuna Oncești                      | „Dealul Bărboasei”, la 200 m N de Biserica „Nașterea Maicii Domnului” din satul Bărboasa                              | Epoca bronzului târziu, Cultura Noua                                        | Încarcă foto \| video | Raportează eroare |
| BC-I-m-B-00705.03 (RAN: 23886.02.01)             | Așezare | sat Bărboasa; comuna Oncești                      | „Dealul Bărboasei”, la 200 m N de Biserica „Nașterea Maicii Domnului” din satul Bărboasa                              | Epoca bronzului, Cultura Monteoru                                           | Încarcă foto \| video | Raportează eroare |
| BC-I-s-B-00706 (RAN: 25399.01)                   | Așezare | sat Berbinceni; comuna Secuieni                   | „Sub Siliște”, la cca. 500 m NE de sat                                                                                | sec. II-III și IV-V p. Chr., Epoca daco-romană                              | Încarcă foto \| video | Raportează eroare |
| BC-I-s-B-00707 (RAN: 25399.02)                   | Așezare | sat Berbinceni; comuna Secuieni                   | „Coasta Morii” | Eneolitic, Cultura Cucuteni                                                 | Încarcă foto \| video | Raportează eroare |
| BC-I-s-B-00708 (RAN: 21258.01)                   | Așezare | sat Berești-Bistrița; comuna Berești-Bistrița     | „Siliște”, la marginea de NE a satului, pe terasa stângă a pârâului Berești                                           | sec. VIII - IX, Epoca medievală timpurie                                    | Încarcă foto \| video | Raportează eroare |
| BC-I-s-B-00709 (RAN: 22273.01)                   | Așezare | sat Blaga; comuna Dealu Morii                     | „Spătărești”, La marginea de N a satului                                                                              | Epoca bronzului târziu, Cultura Noua                                        | Încarcă foto \| video | Raportează eroare |
| BC-I-s-B-00710 (RAN: 21579.01)                   | Așezare | sat Bogdănești; comuna Bogdănești                 | „Tudoscanu”, la E de sat, pe terasa superioară a Oituzului                                                            | Epoca bronzului timpuriu, Cultura Foltești II                               | Încarcă foto \| video | Raportează eroare |
| BC-I-s-A-00711 (RAN: 23662.01)                   | Situl arheologic de la Brad, punct „Zargidava” | sat Brad; comuna Negri                            | La NV de sat, pe terasa stângă a Siretului 46.72528°N 26.95°E                                                         |                                                                             |                       | Raportează eroare |
| BC-I-m-A-00711.01 (RAN: 23662.01.07)             | Biserică | sat Brad; comuna Negri                            | La NV de sat, pe terasa stângă a Siretului 46.72528°N 26.95°E                                                         | sec. XV - XVIII                                                             |                       | Raportează eroare |
| BC-I-m-A-00711.02 (RAN: 23662.01.02)             | Necropolă | sat Brad; comuna Negri                            | La NV de sat, pe terasa stângă a Siretului 46.72528°N 26.95°E                                                         | sec. XV - XVIII                                                             | Încarcă foto \| video | Raportează eroare |
| BC-I-m-A-00711.03 (RAN: 23662.01.01)             | Cetate | sat Brad; comuna Negri                            | La NV de sat, pe terasa stângă a Siretului 46.72528°N 26.95°E                                                         | sec. II a. Chr. - sec. I p. Chr.                                            | Încarcă foto \| video | Raportează eroare |
| BC-I-m-A-00711.04 (RAN: 23662.01.04)             | Așezare fortificată | sat Brad; comuna Negri                            | La NV de sat, pe terasa stângă a Siretului 46.72528°N 26.95°E                                                         | Hallstatt B                                                                 | Încarcă foto \| video | Raportează eroare |
| BC-I-m-A-00711.05 (RAN: 23662.01.05)             | Așezare fortificată | sat Brad; comuna Negri                            | La NV de sat, pe terasa stângă a Siretului 46.72528°N 26.95°E                                                         | Epoca bronzului, Cultura Monteoru Ic 3 - Ic 2                               | Încarcă foto \| video | Raportează eroare |
| BC-I-m-A-00711.06 (RAN: 23662.01.06)             | Așezare fortificată | sat Brad; comuna Negri                            | La NV de sat, pe terasa stângă a Siretului 46.72528°N 26.95°E                                                         | Eneolitic, Cultura Cucuteni A-B                                             | Încarcă foto \| video | Raportează eroare |
| BC-I-m-B-00713 (RAN: 24551.02)                   | Așezare | sat Căbești; comuna Podu Turcului                 | „Râpa Bujorii”, la marginea de N a satului                                                                            | Epoca bronzului târziu, Cultura Noua                                        | Încarcă foto \| video | Raportează eroare |
| BC-I-s-B-00714 (RAN: 23671.01)                   | Situl arheologic de la Călinești | sat Călinești; comuna Negri                       | „La Biserică”, în marginea de NV a satului                                                                            |                                                                             | Încarcă foto \| video | Raportează eroare |
| BC-I-m-B-00714.01 (RAN: 23671.01.02)             | Așezare | sat Călinești; comuna Negri                       | „La Biserică”, În marginea de NV a satului                                                                            | sec. VIII - X                                                               | Încarcă foto \| video | Raportează eroare |
| BC-I-m-B-00714.02 (RAN: 23671.01.01)             | Așezare | sat Călinești; comuna Negri                       | „La Biserică”, În marginea de NV a satului                                                                            | sec. III - IV p. Chr., Epoca daco-romană                                    | Încarcă foto \| video | Raportează eroare |
| BC-I-s-B-00715 (RAN: 22601.01)                   | Așezare | sat Cârligi; comuna Filipești                     | „La Pod, la Bulgari”, la cca. 1,5 km E de sat                                                                         | sec. II - III p. Chr., Cultura carpică                                      | Încarcă foto \| video | Raportează eroare |
| BC-I-s-B-00716 (RAN: 22601.02)                   | Așezare | sat Cârligi; comuna Filipești                     | „La Rădi” la NEînsat                                                                                                  | sec. II - V p. Chr.                                                         | Încarcă foto \| video | Raportează eroare |
| BC-I-s-B-00717 (RAN: 21864.01)                   | Așezare | sat Cleja; comuna Cleja                           | „Lanul Curții”, la E întresat și Șoseaua Națională, la km. 18-19                                                      | Epoca bronzului                                                             | Încarcă foto \| video | Raportează eroare |
| BC-I-s-B-00718 (RAN: 21908.01)                   | Așezare | sat Dănăila; comuna Răchitoasa                    | „Salahor - Putini”, la 1,2 km N de sat`                                                                               | sec. II a. Chr. - sec. I p. Chr., Latène, Cultura geto-dacică               | Încarcă foto \| video | Raportează eroare |
| BC-I-s-B-00719 (RAN: 22479.01)                   | Situl arheologic de la Faraoani, punct „Siliște”                                                                                                   | sat Faraoani; comuna Faraoani                     | „La Siliște”, la 1 km. NE de sat                                                                                      |                                                                             | Încarcă foto \| video | Raportează eroare |
| BC-I-m-B-00719.01 (RAN: 22479.01.02)             | Așezare | sat Faraoani; comuna Faraoani                     | „La Siliște”, La 1 km NE de sat                                                                                       | sec. XIV - XV                                                               | Încarcă foto \| video | Raportează eroare |
| BC-I-m-B-00719.02 (RAN: 22479.01.01)             | Așezare | sat Faraoani; comuna Faraoani                     | „La Siliște”, la 1 km NE de sat                                                                                       | sec. VIII - IX                                                              | Încarcă foto \| video | Raportează eroare |
| BC-I-s-B-00720 (RAN: 22479.02)                   | Situl arheologic de la Faraoani, punct „La S-E de sat”                                                                                             | sat Faraoani; comuna Faraoani                     | La SE de sat |                                                                             | Încarcă foto \| video | Raportează eroare |
| BC-I-m-B-00720.01 (RAN: 22479.02.01)             | Așezare | sat Faraoani; comuna Faraoani                     | La SE de sat | sec. III - IV p. Chr., Cultura carpică                                      | Încarcă foto \| video | Raportează eroare |
| BC-I-m-B-00720.02 (RAN: 22479.02.02)             | Necropolă | sat Faraoani; comuna Faraoani                     | La SE de sat | sec. III - IV p. Chr., Cultura carpică                                      | Încarcă foto \| video | Raportează eroare |
| BC-I-s-B-00721                                   | Ruine biserică | sat Fântânele; comuna Hemeiuș                     | „Livada Curții”, la 200 m de biserica actuală monument istoric, în partea de NE a satului                             | sec. XV - XVI                                                               | Încarcă foto \| video | Raportează eroare |
| BC-I-s-B-00722 (RAN: 24221.01)                   | Situl arheologic de la Fulgeriș, punct „La N de sat”                                                                                               | sat Fulgeriș; comuna Pâncești                     | La N de sat între pâraiele Fulgeriș și Soci                                                                           |                                                                             | Încarcă foto \| video | Raportează eroare |
| BC-I-m-B-00722.01 (RAN: 24221.02.03)             | Așezare | sat Fulgeriș; comuna Pâncești                     | La N de sat între pâraiele Fulgeriș și Soci 46.02278°N 26.46722°E                                                     | Latène, Cultura geto-dacică                                                 | Încarcă foto \| video | Raportează eroare |
| BC-I-m-B-00722.02 (RAN: 24221.02.02)             | Așezare | sat Fulgeriș; comuna Pâncești                     | La N de sat între pâraiele Fulgeriș și Soci 46.02278°N 26.46722°E                                                     | Epoca bronzului, Cultura Monteoru                                           | Încarcă foto \| video | Raportează eroare |
| BC-I-m-B-00722.03 (RAN: 24221.02.01)             | Așezare | sat Fulgeriș; comuna Pâncești                     | La N de sat între pâraiele Fulgeriș și Soci 46.02278°N 26.46722°E                                                     | Eneolitic, Cultura Cucuteni A                                               | Încarcă foto \| video | Raportează eroare |
| BC-I-s-B-00724 (RAN: 22674.02)                   | Așezare | sat Găiceana; comuna Găiceana                     | „Pietroasa”, („Drum vechi”) la 600 m SV de sat                                                                        | Eneolitic, Cultura Cucuteni A                                               | Încarcă foto \| video | Raportează eroare |
| BC-I-s-B-00725                                   | Situl arheologic de la Ghionoaia, punct „Dealul Gura Ghionoaiei”                                                                                   | sat Ghionoaia; comuna Dealu Morii                 | Pe panta dealului „Gura Ghionoaiei”                                                                                   |                                                                             | Încarcă foto \| video | Raportează eroare |
| BC-I-m-B-00725.01 (RAN: 22344.01.03)             | Așezare | sat Ghionoaia; comuna Dealu Morii                 | Pe panta dealului „Gura Ghionoaiei”                                                                                   | sec. III p. Chr., Epoca romană                                              | Încarcă foto \| video | Raportează eroare |
| BC-I-m-B-00725.02 (RAN: 22344.01.02)             | Așezare | sat Ghionoaia; comuna Dealu Morii                 | Pe panta dealului „Gura Ghionoaiei”                                                                                   | Hallstatt                                                                   | Încarcă foto \| video | Raportează eroare |
| BC-I-m-B-00725.03 (RAN: 22344.01.01)             | Așezare | sat Ghionoaia; comuna Dealu Morii                 | Pe panta dealului „Gura Ghionoaiei”                                                                                   | Epoca bronzului, Cultura Monteoru                                           | Încarcă foto \| video | Raportează eroare |
| BC-I-m-B-00712 (RAN: 24551.01)                   | Așezare | sat Glăvănești; comuna Glăvănești                 | „Cociuba Dămăcușa”, la N de satul Căbești, pe drumul comunal spre Glăvănești                                          | sec. IV-III a. Chr., Epoca daco-romană                                      | Încarcă foto \| video | Raportează eroare |
| BC-I-s-B-00726 (RAN: 20714.01)                   | Situl arheologic de la Gutinaș, punct „Siliște” | sat Gutinaș; comuna Ștefan cel Mare               | „La Siliște”, la 800 m N de sat                                                                                       |                                                                             | Încarcă foto \| video | Raportează eroare |
| BC-I-m-B-00726.01 (RAN: 20714.01.05)             | Așezare | sat Gutinaș; comuna Ștefan cel Mare               | „La Siliște”, la 800 m N de sat                                                                                       | sec. XVI - XVII                                                             | Încarcă foto \| video | Raportează eroare |
| BC-I-m-B-00726.02 (RAN: 20714.01.04)             | Așezare | sat Gutinaș; comuna Ștefan cel Mare               | „La Siliște”, la 800 m N de sat                                                                                       | sec. IV - VII, Epoca migrațiilor                                            | Încarcă foto \| video | Raportează eroare |
| BC-I-m-B-00726.03 (RAN: 20714.01.03)             | Așezare | sat Gutinaș; comuna Ștefan cel Mare               | „La Siliște”, la 800 m N de sat                                                                                       | sec. II - III p. Chr., Epoca daco-romană                                    | Încarcă foto \| video | Raportează eroare |
| BC-I-m-B-00726.04 (RAN: 20714.01.02)             | Așezare | sat Gutinaș; comuna Ștefan cel Mare               | „La Siliște”, la 800 m N de sat                                                                                       | Epoca bronzului                                                             | Încarcă foto \| video | Raportează eroare |
| BC-I-m-B-00726.05 (RAN: 20714.01.01)             | Așezare | sat Gutinaș; comuna Ștefan cel Mare               | „La Siliște”, la 800 m N de sat                                                                                       | Neolitic                                                                    | Încarcă foto \| video | Raportează eroare |
| BC-I-s-B-00727 (RAN: 21310.01)                   | Așezare | sat Itești; comuna Itești                         | La marginea de S a satului                                                                                            | Epoca bronzului târziu, Cultura Noua                                        | Încarcă foto \| video | Raportează eroare |
| BC-I-s-B-00728 (RAN: 21310.02)                   | Așezare fortificată | sat Itești; comuna Itești                         | La SV de sat, pe terasa înaltă a lacului de acumulare                                                                 | Epoca bronzului, Cultura Costișa                                            | Încarcă foto \| video | Raportează eroare |
| BC-I-s-B-00729 (RAN: 23136.01)                   | Situl arheologic de la Izvoru Berheciului | sat Izvoru Berheciului; comuna Izvoru Berheciului | la 500 m SE de sat |                                                                             | Încarcă foto \| video | Raportează eroare |
| BC-I-m-B-00729.01 (RAN: 23136.01.03)             | Așezare | sat Izvoru Berheciului; comuna Izvoru Berheciului | la 500 m SE de sat | Hallstatt                                                                   | Încarcă foto \| video | Raportează eroare |
| BC-I-m-B-00729.02 (RAN: 23136.01.02)             | Așezare | sat Izvoru Berheciului; comuna Izvoru Berheciului | la 500 m SE de sat | Epoca bronzului târziu, Cultura Noua                                        | Încarcă foto \| video | Raportează eroare |
| BC-I-m-B-00729.03 (RAN: 23136.01.01)             | Așezare | sat Izvoru Berheciului; comuna Izvoru Berheciului | la 500 m SE de sat | Epoca bronzului, Cultura Monteoru                                           | Încarcă foto \| video | Raportează eroare |
| BC-I-s-B-00730 (RAN: 21114.01)                   | Așezare | sat Leontinești; comuna Ardeoani                  | „Podiș”, „Dealul Chetrei” („Tătăroaia”), La marginea de E a satului, la 500 m de șosea                                | Eneolitic, Cultura Cucuteni                                                 | Încarcă foto \| video | Raportează eroare |
| BC-I-s-B-00731 (RAN: 26127.01)                   | Situl arheologic de la Lichitișeni, punct „Pe tablă”                                                                                               | sat Lichitișeni; comuna Vultureni                 | „Pe Tablă”, la marginea de V a satului                                                                                | Cultura Cucuteni                                                            | Încarcă foto \| video | Raportează eroare |
| BC-I-m-B-00731.01 (RAN: 26127.01.04)             | Așezare | sat Lichitișeni; comuna Vultureni                 | „Pe Tablă”, la marginea de V a satului                                                                                | sec. IX - X, Epoca medieval timpurie                                        | Încarcă foto \| video | Raportează eroare |
| BC-I-m-B-00731.02 (RAN: 26127.01.03)             | Așezare | sat Lichitișeni; comuna Vultureni                 | „Pe Tablă”, la marginea de V a satului                                                                                | sec. III - IV p. Chr., Epoca daco-romană                                    | Încarcă foto \| video | Raportează eroare |
| BC-I-m-B-00731.03 (RAN: 26127.01.02)             | Așezare | sat Lichitișeni; comuna Vultureni                 | „Pe Tablă”, la marginea de V a satului                                                                                | Epoca bronzului târziu, Cultura Noua                                        | Încarcă foto \| video | Raportează eroare |
| BC-I-m-B-00731.04 (RAN: 26127.01.01)             | Așezare | sat Lichitișeni; comuna Vultureni                 | „Pe Tablă”, la marginea de V a satului                                                                                | Eneolitic, Cultura Cucuteni                                                 | Încarcă foto \| video | Raportează eroare |
| BC-I-s-A-00732 (RAN: 20885.01)                   | Cetățuia dacică de la Moinești - „Dealul Cetățuia”                                                                                                 | oraș Moinești                                     | Cartier Lucăcești, pe „Dealul Cetățuia” la 925 m altitudine 46.48306°N 26.47833°E                                     | sec. I a. Chr. - I p. Chr., Latène, Cultura geto-dacică                     | Încarcă foto \| video | Raportează eroare |
| BC-I-s-B-00748 (RAN: 22371.01)                   | Situl arheologic de la Tăvădărești, punct „Valea Glodului”                                                                                         | sat Muncelu; comuna Glăvănești                    | „Valea Glodului”, la 1 km V de sat                                                                                    |                                                                             | Încarcă foto \| video | Raportează eroare |
| BC-I-m-B-00748.01 (RAN: 22371.01.03)             | Așezare | sat Muncelu; comuna Glăvănești                    | „Valea Glodului”, la 1 km V de sat                                                                                    | sec. II - I a. Chr., Latène, Cultura geto-dacică                            | Încarcă foto \| video | Raportează eroare |
| BC-I-m-B-00748.02 (RAN: 22371.01.02)             | Așezare | sat Muncelu; comuna Glăvănești                    | „Valea Glodului”, la 1 km V de sat                                                                                    | Epoca bronzului                                                             | Încarcă foto \| video | Raportează eroare |
| BC-I-m-B-00748.03 (RAN: 22371.01.01)             | Așezare | sat Muncelu; comuna Glăvănești                    | „Valea Glodului”, la 1 km V de sat                                                                                    | Neolitic                                                                    | Încarcă foto \| video | Raportează eroare |
| BC-I-s-B-00723 (RAN: 22674.01)                   | Așezare | sat Ocheni; comuna Huruiești                      | „La Mănăstire”, la 2 km N de sat                                                                                      | Eneolitic, Cultura Cucuteni A                                               | Încarcă foto \| video | Raportează eroare |
| BC-I-s-B-00733 (RAN: 23877.01)                   | Așezare | sat Oncești; comuna Oncești                       | „Poarta Țarinei”, „Dâmbul lui Gologan”, la V de sat                                                                   | sec. VIII - IX, Epoca medieval timpurie                                     | Încarcă foto \| video | Raportează eroare |
| BC-I-s-B-00734 (RAN: 23877.03)                   | Necropolă | sat Oncești; comuna Oncești                       | „Valea Iepei”, la marginea de E a satului și latura de V a cantonului 7                                               | sec. II - III p. Chr., Epoca romană, Cultura carpică                        | Încarcă foto \| video | Raportează eroare |
| BC-I-s-B-00735 (RAN: 22656.01)                   | Situl arheologic de la Onișcani | sat Onișcani; comuna Filipești                    | La 3 km s de sat |                                                                             | Încarcă foto \| video | Raportează eroare |
| BC-I-m-B-00735.01 (RAN: 22656.01.03)             | Așezare | sat Onișcani; comuna Filipești                    | La 3 km s de sat | sec. VIII - IX                                                              | Încarcă foto \| video | Raportează eroare |
| BC-I-m-B-00735.02 (RAN: 22656.01.02)             | Așezare | sat Onișcani; comuna Filipești                    | La 3 km s de sat | Latène, Cultura geto-dacică                                                 | Încarcă foto \| video | Raportează eroare |
| BC-I-m-B-00735.03 (RAN: 22656.01.01)             | Așezare | sat Onișcani; comuna Filipești                    | La 3 km s de sat | Neolitic                                                                    | Încarcă foto \| video | Raportează eroare |
| BC-I-s-B-00736 (RAN: 24098.01)                   | Așezare fortificată | sat Parincea; comuna Parincea                     | „Gâtul Grecului”, la marginea de NV a satului                                                                         | Eneolitic, Cultura Cucuteni A                                               | Încarcă foto \| video | Raportează eroare |
| BC-I-s-A-00737 (RAN: 23001.01)                   | Situl arheologic de la Pâncești, punct „Cetățuie”                                                                                                  | sat Pâncești; comuna Pâncești                     | „Cetățuie”, la 4 km S de sat, pe malul stâng al râului Siret, în livada fermei Răcătău 46.34528°N 27.04472°E          |                                                                             | Încarcă foto \| video | Raportează eroare |
| BC-I-m-A-00737.01 (RAN: 23001.01.01)             | Cetatea „Tamasidava” | sat Pâncești; comuna Pâncești                     | „Cetățuie”, la 4 km S de sat, pe malul stâng al râului Siret, în livada fermei Răcătău 46.34528°N 27.04472°E          | sec. IV a. Chr. - sec. II p. Chr., Latène, Cultura geto-dacică              |                       | Raportează eroare |
| BC-I-m-A-00737.02 (RAN: 23001.01.02)             | Necropolă | sat Pâncești; comuna Pâncești                     | „Cetățuie”, la 4 km S de sat, pe malul stâng al râului Siret, în livada fermei Răcătău 46.34528°N 27.04472°E          | Latène, Cultura geto-dacică                                                 | Încarcă foto \| video | Raportează eroare |
| BC-I-m-A-00737.03 (RAN: 23001.01.03)             | Așezarea fortificată de la Răcătău | sat Pâncești; comuna Pâncești                     | „Cetățuie”, la 4 km S de sat, pe malul stâng al râului Siret, în livada fermei Răcătău 46.34528°N 27.04472°E          | Epoca bronzului                                                             | Încarcă foto \| video | Raportează eroare |
| BC-I-s-A-00738 (RAN: 24640.01)                   | Situl arheologic de la Poduri | sat Poduri; comuna Poduri                         | „Rusăiești” („Rusiești”) pe dealul Ghindaru, la NV, la 500 m de Biserica de lemn „Sf. Voievozi” 45.48333°N 26.50056°E | Epoca bronzului, Cultura Costișa                                            | Încarcă foto \| video | Raportează eroare |
| BC-I-m-A-00738.01                                | Mormântul | sat Poduri; comuna Poduri                         | „Rusăiești” („Rusiești”) pe dealul Ghindaru, La NV, la 500 m de Biserica de lemn „Sf. Voievozi”                       | Epoca bronzului, Cultura Costișa                                            | Încarcă foto \| video | Raportează eroare |
| BC-I-m-A-00738.02                                | Așezare | sat Poduri; comuna Poduri                         | „Rusăiești” („Rusiești”) pe dealul Ghindaru, La NV, la 500 m de Biserica de lemn „Sf. Voievozi”                       | Eneolitic, Cultura Cucuteni                                                 | Încarcă foto \| video | Raportează eroare |
| BC-I-m-A-00738.03                                | Așezare | sat Poduri; comuna Poduri                         | „Rusăiești” („Rusiești”) pe dealul Ghindaru, La NV, la 500 m de Biserica de lemn „Sf. Voievozi”                       | Neolitic, Cultura Precucuteni                                               | Încarcă foto \| video | Raportează eroare |
| BC-I-s-B-00739 (RAN: 25914.01)                   | Necropola de pe „Dealul Ponoare” | sat Prăjești; comuna Prăjești                     | „Dealul Ponoare”, la marginea de S a satului                                                                          | sec. II - III p. Chr., Epoca daco-romană                                    | Încarcă foto \| video | Raportează eroare |
| BC-I-s-B-00740 (RAN: 24695.01)                   | Așezarea fortificată de la Prohozești, punct „Siliște”                                                                                             | sat Prohozești; comuna Poduri                     | „Siliște”, la NE de biserica de lemn, pe malul drept al râului Tazlăul Mare                                           | Eneolitic, Cultura Cucuteni                                                 | Încarcă foto \| video | Raportează eroare |
| BC-I-s-B-00741 (RAN: 24775.01)                   | Așezare | sat Răcăciuni; comuna Răcăciuni                   | „Dealul Vrăbiilor”, la marginea de E a satului                                                                        | Eneolitic, Cultura Cucuteni                                                 | Încarcă foto \| video | Raportează eroare |
| BC-I-s-B-00742 (RAN: 24775.02)                   | Așezare fortificată | sat Răcăciuni; comuna Răcăciuni                   | „Dealul Cetățuia”, la 600 m SV de Gara Răcăciuni, pe terasa superioară a Siretului                                    | Epoca bronzului, Cultura Monteoru                                           | Încarcă foto \| video | Raportează eroare |
| BC-I-s-B-00743 (RAN: 24775.03)                   | Situl arheologic de la Răcăciuni, punct „La E de zona zootehnică”                                                                                  | sat Răcăciuni; comuna Răcăciuni                   | La E de zona Zootehnică                                                                                               |                                                                             | Încarcă foto \| video | Raportează eroare |
| BC-I-m-B-00743.01 (RAN: 24775.03.02)             | Așezare | sat Răcăciuni; comuna Răcăciuni                   | La E de zona Zootehnică                                                                                               | sec. VIII - XVI, Epoca medievală                                            | Încarcă foto \| video | Raportează eroare |
| BC-I-m-B-00743.02 (RAN: 24775.03.01)             | Așezare | sat Răcăciuni; comuna Răcăciuni                   | La E de zona Zootehnică                                                                                               | sec. IV - VII, Epoca migrațiilor, Cultura Sântana de Mureș - Cerneahov      | Încarcă foto \| video | Raportează eroare |
| BC-I-s-B-00744 (RAN: 24196.01)                   | Necropola tumulară de la Răcătău de Jos, punct „Movilița”                                                                                          | sat Răcătău de Jos; comuna Horgești               | „Movilița” | sec. I a. Chr. - I p. Chr., Latène, Cultura geto-dacică                     | Încarcă foto \| video | Raportează eroare |
| BC-I-s-B-00745 (RAN: 25077.01)                   | Așezare medievală | sat Sascut; comuna Sascut                         | În dreapta șoselei Sascut-Berești, pe terasa superioară a râului Siret, în spatele fermei zootehnice                  | sec. XIV - XV                                                               | Încarcă foto \| video | Raportează eroare |
| BC-I-s-B-00746 (RAN: 23029.01)                   | Așezare fortificată | sat Sohodor; comuna Horgești                      | „Cetățuia”, la NE de sat, pe malul stângal pârâului Răcătău                                                           | Epoca bronzului, Cultura Monteoru                                           | Încarcă foto \| video | Raportează eroare |
| BC-I-s-B-00747 (RAN: 25530.01)                   | Situl arheologic de la Stănișești, punct „La Cimitir”                                                                                              | sat Stănișești; comuna Stănișești                 | „La Cimitir”, la 500 m V de sat                                                                                       |                                                                             | Încarcă foto \| video | Raportează eroare |
| BC-I-m-B-00747.01 (RAN: 25530.01.02)             | Așezare | sat Stănișești; comuna Stănișești                 | „La Cimitir”, la 500 m V de sat                                                                                       | Epoca bronzului                                                             | Încarcă foto \| video | Raportează eroare |
| BC-I-m-B-00747.02 (RAN: 25530.01.01)             | Așezare | sat Stănișești; comuna Stănișești                 | „La Cimitir”, la 500 m V de sat                                                                                       | Eneolitic, Cultura Cucuteni                                                 | Încarcă foto \| video | Raportează eroare |
| BC-I-s-B-00749 (RAN: 22371.02)                   | Așezare | sat Tăvădărești; comuna Dealu Morii               | „Bălăneasa”, la 1 km V de sat                                                                                         | sec. XVI - XVII                                                             | Încarcă foto \| video | Raportează eroare |
| BC-I-s-B-00750 (RAN: 20974.01)                   | Situl arheologic de la Târgu Ocna, punct „Utidava”                                                                                                 | oraș Târgu Ocna                                   | Cartier Podei, la 500 m SE de oraș, pe dreapta râului Trotuș                                                          |                                                                             | Încarcă foto \| video | Raportează eroare |
| BC-I-m-B-00750.01 (RAN: 20974.01.03)             | Cetatea „Utidava” | oraș Târgu Ocna                                   | Cartier Podei, la 500 m SE de oraș, pe dreapta râului Trotuș                                                          | sec. I a. Chr. - I p. Chr., Latène, Cultura geto-dacică                     |                       | Raportează eroare |
| BC-I-m-B-00750.02 (RAN: 20974.01.02)             | Așezare | oraș Târgu Ocna                                   | Cartier Podei, la 500 m SE de oraș, pe dreapta râului Trotuș                                                          | Epoca bronzului, Cultura Monteoru                                           | Încarcă foto \| video | Raportează eroare |
| BC-I-m-B-00750.03 (RAN: 20974.01.01)             | Așezare | oraș Târgu Ocna                                   | Cartier Podei, la 500 m SE de oraș, pe dreapta râului Trotuș                                                          | Eneolitic, Cultura Cucuteni                                                 | Încarcă foto \| video | Raportează eroare |
| BC-I-s-A-00751 (RAN: 25834.01)                   | Situl arheologic de la Târgu Trotuș, punct „Tarna Nouă”                                                                                            | sat Târgu Trotuș; comuna Târgu Trotuș             | „Tarna Nouă”, la marginea de N a satului 46.27389°N 26.66861°E                                                        |                                                                             | Încarcă foto \| video | Raportează eroare |
| BC-I-m-A-00751.01 (RAN: 25834.01.01)             | Așezare medievală | sat Târgu Trotuș; comuna Târgu Trotuș             | „Tarna Nouă”, la marginea de N a satului 46.27389°N 26.66861°E                                                        | sec. XIV - XVII                                                             | Încarcă foto \| video | Raportează eroare |
| BC-I-m-A-00751.02 (RAN: 25834.01.02)             | Biserica (ruine) | sat Târgu Trotuș; comuna Târgu Trotuș             | „Tarna Nouă”, la marginea de N a satului 46.27389°N 26.66861°E                                                        | sec. XIV                                                                    | Încarcă foto \| video | Raportează eroare |
| BC-I-s-B-00752 (RAN: 23788.01)                   | Necropola de la Valea Seacă | sat Valea Seacă; comuna Valea Seacă               | „La Țintirim”, la 350 m E de Șoseaua Națională 46.24583°N 27.09205°E                                                  | Epoca bronzului, Cultura Monteoru fazele Ic 3 - Ic 2                        | Încarcă foto \| video | Raportează eroare |
| BC-I-s-B-00753 (RAN: 23788.02)                   | Așezare fortificată | sat Valea Seacă; comuna Valea Seacă               | „Dealul Titelca”, la 300 m E de șosea și 150 m de calea ferată Adjud - Bacău 46.24108°N 27.08896°E                    | Epoca bronzului, Cultura Monteoru                                           |                       | Raportează eroare |
| BC-I-s-B-00754 (RAN: 20858.01)                   | Situl arheologic de la Vermești | localitatea Vermești; oraș Comănești              | „Cetățuia”, la marginea de N a satului                                                                                |                                                                             | Încarcă foto \| video | Raportează eroare |
| BC-I-m-B-00754.01 (RAN: 20858.01.04)             | Așezare | localitatea Vermești; oraș Comănești              | „Cetățuia”, la marginea de N a satului                                                                                | Epoca bronzului                                                             | Încarcă foto \| video | Raportează eroare |
| BC-I-m-B-00754.02 (RAN: 20858.01.03)             | Așezare | localitatea Vermești; oraș Comănești              | „Cetățuia”, la marginea de N a satului                                                                                | Eneolitic, Cultura Cucuteni, faza B                                         | Încarcă foto \| video | Raportează eroare |
| BC-I-m-B-00754.03 (RAN: 20858.01.02)             | Așezare | localitatea Vermești; oraș Comănești              | „Cetățuia”, la marginea de N a satului                                                                                | Eneolitic, Cultura Cucuteni, faza A                                         | Încarcă foto \| video | Raportează eroare |
| BC-I-m-B-00754.04 (RAN: 20858.01.01)             | Așezare | localitatea Vermești; oraș Comănești              | „Cetățuia”, la marginea de N a satului                                                                                | Neolitic timpuriu, Cultura Starčevo - Criș                                  | Încarcă foto \| video | Raportează eroare |
| BC-I-s-B-00755 (RAN: 20750.01)                   | Situl arheologic de la Viișoara, punct „Piscul Corbului”                                                                                           | sat Viișoara; comuna Ștefan cel Mare              | „Piscul Corbului”, la marginea de V a satului                                                                         | Eneolitic, Cultura Cucuteni                                                 | Încarcă foto \| video | Raportează eroare |
| BC-I-s-B-00756 (RAN: 25923.01)                   | Așezare | sat Zăpodia; comuna Traian                        | „Zăpodia”, la borna 13 de pe partea stângă a drumului comunal Zapodia-Traian                                          | Eneolitic, Cultura Cucuteni                                                 | Încarcă foto \| video | Raportează eroare |
| BC-II-a-A-00757 (RAN: 20304.02)                  | Ansamblul Curții Domnești din Bacău | municipiul Bacău                                  | Str. 9 Mai 48 46.55897°N 26.90426°E                                                                                   | sec. XV - XVI                                                               | Alte imagini          | Raportează eroare |
| BC-II-m-A-00757.01 (RAN: 20304.02.02)            | Biserica „Precista”, „Adormirea Maicii Domnului”                                                                                                   | municipiul Bacău                                  | Str. 9 Mai 48 46.5631°N 26.9163°E                                                                                     | 1491                                                                        | Alte imagini          | Raportează eroare |
| BC-II-m-A-00757.02 (RAN: 20304.02.01)            | Ruine casă domnească | municipiul Bacău                                  | Str. 9 Mai 48 | sec. XV - XVI                                                               |                       | Raportează eroare |
| BC-II-m-A-00757.03 (RAN: 20304.02.03)            | Ruine turn | municipiul Bacău                                  | Str. 9 Mai 48 | sec. XV - XVI                                                               |                       | Raportează eroare |
| BC-II-m-B-20181                                  | Casă | municipiul Bacău                                  | Str. Alecsandri Vasile 1                                                                                              | cca. 1900                                                                   |                       | Raportează eroare |
| BC-II-m-B-00758                                  | Casa Mircea Cancicov, azi sediu P.N.L. | municipiul Bacău                                  | Str. Alecsandri Vasile 3                                                                                              | înc. sec. XX                                                                | Încarcă foto \| video | Raportează eroare |
| BC-II-m-B-00759                                  | Grădiniță | municipiul Bacău                                  | Str. Alecsandri Vasile 6                                                                                              | 1921                                                                        | Încarcă foto \| video | Raportează eroare |
| BC-II-m-B-00760                                  | Casa Dr. Pătrășcanu | municipiul Bacău                                  | Str. Alecsandri Vasile 7                                                                                              | 1932-1936                                                                   | Încarcă foto \| video | Raportează eroare |
| BC-II-m-B-00761                                  | Casa Vestali | municipiul Bacău                                  | Str. Alecsandri Vasile 8                                                                                              | 1914                                                                        | Încarcă foto \| video | Raportează eroare |
| BC-II-m-B-00762                                  | Colegiul Național „Vasile Alecsandri” | municipiul Bacău                                  | Str. Alecsandri Vasile 37                                                                                             | 1925-1934                                                                   |                       | Raportează eroare |
| BC-II-m-A-00763                                  | Casa Vasile Alecsandri | municipiul Bacău                                  | Str. Apostu George 3                                                                                                  | sf. sec. XVIII                                                              | Încarcă foto \| video | Raportează eroare |
| BC-II-m-B-00764                                  | Colegiul Național „Ferdinand I”-Fostul Liceu „George Bacovia”                                                                                      | municipiul Bacău                                  | Str. Bacovia George 45                                                                                                | 1891                                                                        | Încarcă foto \| video | Raportează eroare |
| BC-II-m-B-00765                                  | Casa Ing. Anania | municipiul Bacău                                  | Str. Bacovia George 49                                                                                                | 1910                                                                        | Încarcă foto \| video | Raportează eroare |
| BC-II-m-B-00766                                  | Casa General Cantili, azi ROPHARMA S.A. | municipiul Bacău                                  | Str. Bacovia George 52                                                                                                | 1850                                                                        | Încarcă foto \| video | Raportează eroare |
| BC-II-m-B-00767                                  | Fosta Școală Comercială | municipiul Bacău                                  | Str. Cuza Vodă 1 | 1935                                                                        |                       | Raportează eroare |
| BC-II-m-B-00768                                  | Casa Poltzer, azi sediul DJPCCPCN | municipiul Bacău                                  | Str. Cuza Vodă 6 | 1927                                                                        | Încarcă foto \| video | Raportează eroare |
| BC-II-m-B-00769                                  | Casa Rafailă | municipiul Bacău                                  | Str. Cuza Vodă 14bis                                                                                                  | 1820                                                                        | Încarcă foto \| video | Raportează eroare |
| BC-II-m-A-00770                                  | Casa Arh. George Sterian | municipiul Bacău                                  | Str. Eminescu Mihai 10                                                                                                | 1921 George Sterian                                                         | Încarcă foto \| video | Raportează eroare |
| BC-II-m-B-00771                                  | Școala Normală de fete „Ștefan cel Mare” azi Colegiul Național Pedagogic „Ștefan cel Mare”                                                         | municipiul Bacău                                  | Str. Haret Spiru 6 | 1923-1928, 1938 (extinderi)                                                 | Încarcă foto \| video | Raportează eroare |
| BC-II-m-B-00772                                  | Hotel „Athenee Palace” și Teatrul Mărăști, azi Teatrul Bacovia și Hotel Central                                                                    | municipiul Bacău                                  | Str. Iernii 7 | 1927-1929                                                                   | Încarcă foto \| video | Raportează eroare |
| BC-II-m-B-00781 (RAN: 20304.03)                  | Fosta Primărie și Bibliotecă, azi Centrul pentru acțiuni de salvare și prevenire a dezastrelor                                                     | municipiul Bacău                                  | Bd. Ioniță Sandu Sturza 1                                                                                             | sf. sec. XVIII                                                              | Încarcă foto \| video | Raportează eroare |
| BC-II-m-B-00782                                  | Casă | municipiul Bacău                                  | Bd. Ioniță Sandu Sturza 39 46.5641°N 26.9058°E                                                                        | 1930                                                                        |                       | Raportează eroare |
| BC-II-m-B-00783                                  | Casă | municipiul Bacău                                  | Bd. Ioniță Sandu Sturza 96                                                                                            | 1920                                                                        | Încarcă foto \| video | Raportează eroare |
| BC-II-m-B-00787                                  | Casă, fostul Muzeu de Științele Naturii | municipiul Bacău                                  | Str. Kogălniceanu Mihail 12                                                                                           | 1935                                                                        | Încarcă foto \| video | Raportează eroare |
| BC-II-m-A-00773                                  | Palat Administrativ | municipiul Bacău                                  | Str. Mărășești 2 46.56423°N 26.91287°E                                                                                | 1891                                                                        | Alte imagini          | Raportează eroare |
| BC-II-m-B-00774                                  | Fostele Birouri ale Comerțului și Clădirea Poștei, azi Oficiul poștal nr. 1                                                                        | municipiul Bacău                                  | Str. Mărășești 8 | 1934                                                                        | Încarcă foto \| video | Raportează eroare |
| BC-II-m-B-00775                                  | Școala „Alexandru Ioan Cuza” | municipiul Bacău                                  | Str. Oituz 14 | 1859                                                                        | Încarcă foto \| video | Raportează eroare |
| BC-II-m-B-00776                                  | Casa Dr. Marcovici, azi Cercul Militar Bacău | municipiul Bacău                                  | Str. Oituz 16 | 1927                                                                        | Încarcă foto \| video | Raportează eroare |
| BC-II-m-B-00777                                  | Arhivele Statului - fostul sediu, azi Secția 2 Poliție-Bacău                                                                                       | municipiul Bacău                                  | Str. Oituz 29 | înc. sec. XX                                                                | Încarcă foto \| video | Raportează eroare |
| BC-II-m-B-00778                                  | Biserica „Sf. Împărați” | municipiul Bacău                                  | Str. Oituz 40 | 1842-1845                                                                   | Încarcă foto \| video | Raportează eroare |
| BC-II-m-B-00779                                  | Muzeul de Științe ale Naturii, „Vivariu” | municipiul Bacău                                  | Str. Popa Șapcă 3 46.56889°N 26.9134°E                                                                                | 1870                                                                        |                       | Raportează eroare |
| BC-II-m-B-00784                                  | Sinagogă | municipiul Bacău                                  | Str. Ștefan cel Mare 35                                                                                               | 1906                                                                        | Încarcă foto \| video | Raportează eroare |
| BC-II-a-B-00785                                  | Ansamblul fostei Școli Populare de Artă | municipiul Bacău                                  | Str. Trotuș 6A-6B | 1912                                                                        | Încarcă foto \| video | Raportează eroare |
| BC-II-m-B-00785.01                               | Școală, azi Ansamblul folcloric „Busuiocul” | municipiul Bacău                                  | Str. Trotuș 6A-6B | 1912                                                                        | Încarcă foto \| video | Raportează eroare |
| BC-II-m-B-00785.02                               | Grădiniță | municipiul Bacău                                  | Str. Trotuș 6A-6B | sec. XX                                                                     | Încarcă foto \| video | Raportează eroare |
| BC-II-m-B-00785.03                               | Sala de sport, azi atelier | municipiul Bacău                                  | Str. Trotuș 6A | sec. XX                                                                     | Încarcă foto \| video | Raportează eroare |
| BC-II-m-B-00786                                  | Turnul de apă, azi Observatorul Astronomic | municipiul Bacău                                  | Str. Trotuș 8 | 1910-1911                                                                   | Încarcă foto \| video | Raportează eroare |
| BC-II-m-B-00788 (LMI92: 04B0037)                 | Moara lui Mazilu | sat Asău; comuna Asău                             | | înc. sec. XX                                                                | Încarcă foto \| video | Raportează eroare |
| BC-II-m-B-00789 (LMI92: 04B0038)                 | Școală | sat Berbinceni; comuna Secuieni                   | | 1897-1899                                                                   | Încarcă foto \| video | Raportează eroare |
| BC-II-m-B-00790 (LMI92: 04B0039)                 | Biserica „Sf. Pantelimon” | sat Berești; comuna Sascut                        | 266 | 1859                                                                        | Încarcă foto \| video | Raportează eroare |
| BC-II-m-B-00791 (LMI92: 04B0040)                 | Biserica de lemn „Sf. Nicolae” | sat Berești-Tazlău; comuna Berești-Tazlău         | La intrarea în sat | 1819                                                                        | Încarcă foto \| video | Raportează eroare |
| BC-II-a-B-00792 (LMI92: 04B0041)                 | Ansamblul bisericii „Adormirea Maicii Domnului” | sat Berzunți; comuna Berzunți                     | | sec. XVIII - XIX                                                            | Încarcă foto \| video | Raportează eroare |
| BC-II-m-B-00792.01 (RAN: 21427.01)               | Biserica „Adormirea Maicii Domnului” | sat Berzunți; comuna Berzunți                     | | 1774 Macarie Levantos (pictor)                                              | Încarcă foto \| video | Raportează eroare |
| BC-II-m-B-00792.02                               | Casă parohială | sat Berzunți; comuna Berzunți                     | | sec. XIX                                                                    | Încarcă foto \| video | Raportează eroare |
| BC-II-a-B-00794 (RAN: 20698.02)                  | Ansamblul Mănăstirii Bogdana | sat Bogdana; comuna Ștefan cel Mare               | La 2 km de sat | sec. XVII-XIX                                                               | Alte imagini          | Raportează eroare |
| BC-II-m-B-00794.01 (RAN: 20698.02.01)            | Biserica „Pogorârea Sf. Duh și Sf. Treime” | sat Bogdana; comuna Ștefan cel Mare               | La 2 km de sat | cca. 1660                                                                   |                       | Raportează eroare |
| BC-II-m-B-00794.02 (RAN: 20698.02.02)            | Paraclis | sat Bogdana; comuna Ștefan cel Mare               | La 2 km de sat | sec. XVIII - XIX                                                            | Încarcă foto \| video | Raportează eroare |
| BC-II-m-B-00794.03 (RAN: 20698.02.03)            | Stăreție | sat Bogdana; comuna Ștefan cel Mare               | La 2 km de sat | sec. XVIII - XIX                                                            | Încarcă foto \| video | Raportează eroare |
| BC-II-m-B-00794.04 (RAN: 20698.02.04)            | Chilii | sat Bogdana; comuna Ștefan cel Mare               | La 2 km de sat | sec. XVIII - XIX                                                            | Încarcă foto \| video | Raportează eroare |
| BC-II-m-B-00794.05 (RAN: 20698.02.05)            | Turn clopotniță | sat Bogdana; comuna Ștefan cel Mare               | La 2 km de sat | 1755                                                                        | Încarcă foto \| video | Raportează eroare |
| BC-II-m-B-00794.06 (RAN: 20698.02.06)            | Zid de incintă | sat Bogdana; comuna Ștefan cel Mare               | la 2 km de sat | sec. XVII-XIX                                                               | Încarcă foto \| video | Raportează eroare |
| BC-II-m-B-20903                                  | Biserica de lemn „Sf. Nicolae” | sat Bogdana; comuna Ștefan cel Mare               | În cimitir | strămutată în 1750 din satul Buciumi, ref. 1925                             |                       | Raportează eroare |
| BC-II-m-B-00795 (RAN: 21579.02)                  | Biserica „Nașterea Sf. Ioan Botezătorul” | sat Bogdănești; comuna Bogdănești                 | | 1778                                                                        | Încarcă foto \| video | Raportează eroare |
| BC-II-m-B-00796                                  | Biserica „Pogorârea Sf. Duh” | sat Borșani; comuna Coțofănești                   | | 1841, ref. 1891, 1972                                                       | Încarcă foto \| video | Raportează eroare |
| BC-II-m-A-00797 (RAN: 20581.01)                  | Biserica „Adormirea Maicii Domnului” | localitatea Borzești; municipiul Onești           | 46.24123°N 26.81774°E                                                                                                 | 1493-1494 pictură restaurată în anul 2004 de către Grigore Popescu (pictor) | Alte imagini          | Raportează eroare |
| BC-II-m-B-00799 (RAN: 20705.01)                  | Biserica „Sf. Voievozi” a fostului schit Buciumi                                                                                                   | sat Buciumi; comuna Buciumi                       | | 1795                                                                        | Încarcă foto \| video | Raportează eroare |
| BC-II-m-B-00793                                  | Școală | sat Buda; comuna Blăgești                         | | 1918                                                                        | Încarcă foto \| video | Raportează eroare |
| BC-II-m-B-20917                                  | Sinagoga | oraș Buhuși                                       | Str. Al.I. Cuza 85 46.7225°N 26.70171°E                                                                               | 1858-1859                                                                   | Alte imagini          | Raportează eroare |
| BC-II-a-B-00801 (RAN: 20787.02)                  | Ansamblul conacului Theodor Buhuș, azi Muzeul de Istorie                                                                                           | oraș Buhuși                                       | Str. Bradului 14 46.7186°N 26.69772°E                                                                                 | sec. XIX                                                                    |                       | Raportează eroare |
| BC-II-m-B-00801.01 (RAN: 20787.02.01)            | Conac | oraș Buhuși                                       | Str. Bradului 14 | 1800                                                                        | Încarcă foto \| video | Raportează eroare |
| BC-II-m-B-00801.02 (RAN: 20787.02.02)            | Poartă | oraș Buhuși                                       | Str. Bradului 14 | 1800                                                                        |                       | Raportează eroare |
| BC-II-a-B-00802 (RAN: 20787.01)                  | Hanul de la Gura Orbicului | oraș Buhuși                                       | Str. Orbicului 161 | sf. sec. XVIII                                                              | Încarcă foto \| video | Raportează eroare |
| BC-II-a-B-00803 (RAN: 21739.01)                  | Ansamblul bisericii „Adormirea Maicii Domnului” | sat Cașin; comuna Cașin                           | | 1776                                                                        | Încarcă foto \| video | Raportează eroare |
| BC-II-m-B-00803.01 (RAN: 21739.01.01)            | Biserica „Adormirea Maicii Domnului” | sat Cașin; comuna Cașin                           | | 1776                                                                        | Încarcă foto \| video | Raportează eroare |
| BC-II-m-B-00803.02 (RAN: 21739.01.02)            | Turn clopotniță | sat Cașin; comuna Cașin                           | | sec. XVIII                                                                  | Încarcă foto \| video | Raportează eroare |
| BC-II-m-B-00804 (RAN: 21739.02)                  | Biserica de lemn „Sf. Arhangheli” | sat Cașin; comuna Cașin                           | | 1796                                                                        | Încarcă foto \| video | Raportează eroare |
| BC-II-a-A-00805                                  | Ansamblul conacului Rosetti | sat Căiuți; comuna Căiuți                         | 46.18479°N 26.92765°E                                                                                                 | sec. XIX - XX                                                               |                       | Raportează eroare |
| BC-II-m-A-00805.01                               | Conacul Rosetti | sat Căiuți; comuna Căiuți                         | | 1846                                                                        |                       | Raportează eroare |
| BC-II-m-A-00805.02                               | Parc | sat Căiuți; comuna Căiuți                         | | sec. XIX                                                                    | Încarcă foto \| video | Raportează eroare |
| BC-II-m-B-00806 (RAN: 23671.02)                  | Biserica „Sf. Nicolae” | sat Călinești; comuna Negri                       | | 1772                                                                        | Încarcă foto \| video | Raportează eroare |
| BC-II-m-A-00808                                  | Conacul Zarifopol, azi școală | sat Cârligi; comuna Filipești                     | 46.76709°N 26.83771°E                                                                                                 | cca. 1850                                                                   | Încarcă foto \| video | Raportează eroare |
| BC-II-m-B-00809                                  | Biserica „Sf. Nicolae” | sat Chetreni; comuna Motoșeni                     | | 1809                                                                        | Încarcă foto \| video | Raportează eroare |
| BC-II-m-B-00810 (RAN: 20803.01)                  | Biserica de lemn „Sf. Nicolae” | localitatea Ciolpani; oraș Buhuși                 | Cartier Ciolpani | 1729, ref. 1846                                                             | Alte imagini          | Raportează eroare |
| BC-II-a-B-00811                                  | Ansamblu de instalații tehnice | sat Ciugheș; comuna Palanca                       | | înc. sec. XX                                                                | Încarcă foto \| video | Raportează eroare |
| BC-II-m-B-00811.01                               | Moară | sat Ciugheș; comuna Palanca                       | | înc. sec. XX                                                                | Încarcă foto \| video | Raportează eroare |
| BC-II-m-B-00811.02                               | Fierăstrău hidraulic | sat Ciugheș; comuna Palanca                       | | înc. sec. XX                                                                | Încarcă foto \| video | Raportează eroare |
| BC-II-m-B-00807                                  | Școală | sat Cleja; comuna Cleja                           | | 1912                                                                        | Încarcă foto \| video | Raportează eroare |
| BC-II-m-B-00812                                  | Biserica de lemn „Sf. Dumitru” | sat Colonești; comuna Colonești                   | | cca. 1809                                                                   | Încarcă foto \| video | Raportează eroare |
| BC-II-m-B-00813                                  | Școală | sat Colonești; comuna Colonești                   | | 1908                                                                        | Încarcă foto \| video | Raportează eroare |
| BC-II-m-B-00814 (RAN: 21908.02)                  | Biserica din paiantă și vălătuci „Sf. Nicolae” | sat Colonești; comuna Colonești                   | | 1673                                                                        | Încarcă foto \| video | Raportează eroare |
| BC-II-m-B-20904                                  | Școală, azi grădiniță șișcoală | oraș Comănești                                    | Cartier Lăloaia | 1910                                                                        | Încarcă foto \| video | Raportează eroare |
| BC-II-m-A-00815                                  | Gară | oraș Comănești                                    | Str. Republicii 1 46.42032°N 26.44664°E                                                                               | 1899 Giulio Magni (arhitect), Elie Radu (inginer)                           | Alte imagini          | Raportează eroare |
| BC-II-a-A-00816                                  | Ansamblul palatului Ghika-Comănești, azi Muzeul de etnografie și artă „Dimitrie Ghika - Comănești”                                                 | oraș Comănești                                    | Str. Republicii 38 46.42036°N 26.44674°E                                                                              | sec. XIX Albert Galleron (arhitect)                                         |                       | Raportează eroare |
| BC-II-m-A-00816.01                               | Palat | oraș Comănești                                    | Str. Republicii 38 | sec. XIX                                                                    |                       | Raportează eroare |
| BC-II-m-A-00816.02                               | Parc | oraș Comănești                                    | Str. Republicii 38 | sec. XIX                                                                    | Încarcă foto \| video | Raportează eroare |
| BC-II-m-B-00817 (RAN: 15503.02)                  | Biserica de lemn „Sf. Voievozi” | sat Cucuieți; comuna Solonț                       | În cimitir | 1749, ref. 1808                                                             | Încarcă foto \| video | Raportează eroare |
| BC-II-m-B-00818 (RAN: 21748.01)                  | Biserica de lemn „Sf. Nicolae” - Curița | sat Curița; comuna Cașin                          | În cimitir | 1740, ref. 1933                                                             |                       | Raportează eroare |
| BC-II-m-B-00819 (RAN: 22120.02)                  | Biserica de lemn „Sf. Nicolae” | sat Dămienești; comuna Dămienești                 | | cca. 1779                                                                   | Încarcă foto \| video | Raportează eroare |
| BC-II-a-B-00821                                  | Complex de instalații tehnice hidraulice | oraș Dărmănești                                   | Cartier Boiștea | sf. sec. XIX - înc. sec. XX                                                 | Încarcă foto \| video | Raportează eroare |
| BC-II-m-B-00821.01                               | Dârstă hidraulică | oraș Dărmănești                                   | | sf. sec. XIX                                                                | Încarcă foto \| video | Raportează eroare |
| BC-II-m-B-00821.02                               | Piuă hidraulică | oraș Dărmănești                                   | | înc. sec. XX                                                                | Încarcă foto \| video | Raportează eroare |
| BC-II-m-B-00821.03                               | Vâltoare | oraș Dărmănești                                   | | înc. sec. XX                                                                | Încarcă foto \| video | Raportează eroare |
| BC-II-m-A-00822                                  | Palatul Știrbei | oraș Dărmănești                                   | Str. Dumbravei 21 46.37165°N 26.44014°E                                                                               | sf. sec. XIX Nicolae Ghika-Budești (arhitect)                               | Alte imagini          | Raportează eroare |
| BC-II-m-B-00823                                  | Biserica de lemn „Sf. Nicolae” | oraș Dărmănești                                   | Str. Măguricei 11 | 1808, adăugiri 1884                                                         | Încarcă foto \| video | Raportează eroare |
| BC-II-m-B-00824                                  | Moara de apă Hazaparu | oraș Dărmănești                                   | Str. Morii 2 | înc. sec. XX                                                                | Încarcă foto \| video | Raportează eroare |
| BC-II-a-A-00825                                  | Ansamblul castelului Ghika | sat Dofteana; comuna Dofteana                     | 46.33702°N 26.53129°E                                                                                                 | sf. sec. XIX                                                                | Alte imagini          | Raportează eroare |
| BC-II-m-A-00825.01                               | Castel | sat Dofteana; comuna Dofteana                     | | sf. sec. XIX                                                                |                       | Raportează eroare |
| BC-II-m-A-00825.02                               | Parc | sat Dofteana; comuna Dofteana                     | | sf. sec. XIX                                                                |                       | Raportează eroare |
| BC-II-m-B-00820                                  | Școală | sat Drăgești; comuna Dămienești                   | | 1909                                                                        | Încarcă foto \| video | Raportează eroare |
| BC-II-m-A-00826 (RAN: 22148.01)                  | Biserica de lemn „Sf. Voievozi” | sat Drăgești; comuna Dămienești                   | | 1773                                                                        | Încarcă foto \| video | Raportează eroare |
| BC-II-m-B-00827 (RAN: 25781.01)                  | Biserica de lemn „Adormirea Maicii Domnului” | sat Drăgești; comuna Tătărăști                    | | 1770                                                                        | Încarcă foto \| video | Raportează eroare |
| BC-II-m-A-00831 (RAN: 20331.02)                  | Biserica „Sf. Voievozi” | sat Fântânele; comuna Hemeiuș                     | La NE de sat | 1756                                                                        | Încarcă foto \| video | Raportează eroare |
| BC-II-m-B-00832 (RAN: 23564.01)                  | Biserica de lemn „Adormirea Maicii Domnului” | sat Fântânele; comuna Motoșeni                    | | 1763                                                                        | Încarcă foto \| video | Raportează eroare |
| BC-II-m-B-00833                                  | Biserica de lemn „Sf. Gheorghe” | sat Fichitești; comuna Podu Turcului              | | 1813                                                                        | Alte imagini          | Raportează eroare |
| BC-II-m-B-00834 (RAN: 23083.01)                  | Biserica de lemn „Sf. Ioan Botezătorul” | sat Fundoaia; comuna Huruiești                    | | 1799, rep. 1845                                                             | Încarcă foto \| video | Raportează eroare |
| BC-II-m-B-00835                                  | Biserica de lemn „Adormirea Maicii Domnului” | sat Găiceana; comuna Găiceana                     | Cătun Recea 46.3444°N 27.2165°E                                                                                       | 1808, recl. 1864                                                            | Încarcă foto \| video | Raportează eroare |
| BC-II-m-B-00836                                  | Școală | sat Găiceana; comuna Găiceana                     | | 1908                                                                        | Încarcă foto \| video | Raportează eroare |
| BC-II-m-B-00837                                  | Dispensar | sat Gârleni; comuna Gârleni                       | | sf. sec. XIX                                                                | Încarcă foto \| video | Raportează eroare |
| BC-II-m-B-00838                                  | Școală | sat Gârleni; comuna Gârleni                       | | 1916                                                                        | Încarcă foto \| video | Raportează eroare |
| BC-II-m-B-00839                                  | Biserica de lemn „Sf. Voievozi” | sat Gâșteni; comuna Răcăciuni                     | | 1803-1808                                                                   | Încarcă foto \| video | Raportează eroare |
| BC-II-m-A-00840                                  | Fostul conac Ata Constantinescu, azi Spitalul de psihiatrie                                                                                        | sat Gâșteni; comuna Răcăciuni                     | 46.33757°N 26.96064°E                                                                                                 | cca. 1900 arh. dr. Bedros Unanian                                           | Încarcă foto \| video | Raportează eroare |
| BC-II-m-A-00841                                  | Conacul Gheorghe Buzdugan | sat Gheorghe Doja; comuna Răcăciuni               | 46.37774°N 26.95865°E                                                                                                 | 1906-1909                                                                   | Încarcă foto \| video | Raportează eroare |
| BC-II-m-B-00842                                  | Biserica „Sf. Dumitru” | sat Gherdana; comuna Tătărăști                    | | 1854                                                                        | Încarcă foto \| video | Raportează eroare |
| BC-II-m-B-00830 (RAN: 22727.01)                  | Fostul punct vamal „Cetatea Rákóczi” | sat Ghimeș; comuna Ghimeș-Făget                   | La intrarea în satul Ghimeș                                                                                           | 1780                                                                        | Alte imagini          | Raportează eroare |
| BC-II-m-B-00843 (RAN: 20616.01)                  | Biserica de lemn „Sf. Nicolae” | sat Gura Văii; comuna Gura Văii                   | | 1680, adăugiri 1912                                                         |                       | Raportează eroare |
| BC-II-m-B-00844 (RAN: 20616.02)                  | Biserica „Adormirea Maicii Domnului”, „Sf. Ștefan”                                                                                                 | sat Gura Văii; comuna Gura Văii                   | Cătun Pătrășcani | 1750                                                                        | Alte imagini          | Raportează eroare |
| BC-II-m-B-00845                                  | Biserica de lemn „Sf. Voievozi” | sat Horgești; comuna Horgești                     | | 1885                                                                        | Încarcă foto \| video | Raportează eroare |
| BC-II-m-B-00846                                  | Conacul Strat, azi sediu primăria Horgești | sat Horgești; comuna Horgești                     | 46.43883°N 27.06893°E                                                                                                 | 1890                                                                        | Încarcă foto \| video | Raportează eroare |
| BC-II-m-B-00847                                  | Biserica de lemn „Sf. Voievozi” | sat aparținător Lapoș; oraș Dărmănești            | | 1813                                                                        | Încarcă foto \| video | Raportează eroare |
| BC-II-m-B-00848                                  | Școală | sat Leontinești; comuna Ardeoani                  | | 1914                                                                        | Încarcă foto \| video | Raportează eroare |
| BC-II-m-B-00849                                  | Moară | sat Lespezi; comuna Gârleni                       | | cca. 1881                                                                   | Încarcă foto \| video | Raportează eroare |
| BC-II-m-B-00850                                  | Școală | sat Lespezi; comuna Gârleni                       | | 1916                                                                        | Încarcă foto \| video | Raportează eroare |
| BC-II-a-A-00851                                  | Ansamblul castelului Cantacuzino - Pașcanu - Waldenburg                                                                                            | sat Lilieci; comuna Hemeiuș                       | | 1864-1880                                                                   | Alte imagini          | Raportează eroare |
| BC-II-m-A-00851.01                               | Castel | sat Lilieci; comuna Hemeiuș                       | | 1864                                                                        |                       | Raportează eroare |
| BC-II-m-A-00851.02                               | Parc dendrologic | sat Lilieci; comuna Hemeiuș                       | | 1880                                                                        | Alte imagini          | Raportează eroare |
| BC-II-m-A-00852 (RAN: 20493.01)                  | Biserica de lemn „Intrarea în Biserică” | sat Luncani; comuna Mărgineni                     | | 1777                                                                        | Încarcă foto \| video | Raportează eroare |
| BC-II-m-B-00853 (RAN: 20420.01)                  | Biserica „Sf. Nicolae” | sat Măgura; comuna Măgura                         | | 1786                                                                        | Încarcă foto \| video | Raportează eroare |
| BC-II-m-B-00854                                  | Conacul Rosetti-Brăescu, azi Fundația Casa Copilului                                                                                               | sat Măgura; comuna Măgura                         | 46.55988°N 26.86176°E                                                                                                 | 1904                                                                        | Încarcă foto \| video | Raportează eroare |
| BC-II-m-B-00855                                  | Școala Emil Brăescu | sat Măgura; comuna Măgura                         | | 1908-1910                                                                   | Încarcă foto \| video | Raportează eroare |
| BC-II-a-A-00856 (RAN: 23458.01)                  | Fosta mănăstire Cașin | sat Mănăstirea Cașin; comuna Mănăstirea Cașin     | 46.15555°N 26.69694°E                                                                                                 | 1656-1657                                                                   |                       | Raportează eroare |
| BC-II-m-A-00856.01 (RAN: 23458.01.01)            | Biserica „Sf. Voievozi” | sat Mănăstirea Cașin; comuna Mănăstirea Cașin     | 46.15556°N 26.69695°E                                                                                                 | 1655-1657                                                                   | Încarcă foto \| video | Raportează eroare |
| BC-II-m-A-00856.02 (RAN: 23458.01.02)            | Ruinele casei domnești a lui Gheorghe Ștefan | sat Mănăstirea Cașin; comuna Mănăstirea Cașin     | 46.15556°N 26.69695°E                                                                                                 | sec. XVII                                                                   | Încarcă foto \| video | Raportează eroare |
| BC-II-m-A-00856.03                               | Ruine școala domnească | sat Mănăstirea Cașin; comuna Mănăstirea Cașin     | | sec. XIX                                                                    | Încarcă foto \| video | Raportează eroare |
| BC-II-m-A-00856.04 (RAN: 23458.01.03)            | Ruine chilii | sat Mănăstirea Cașin; comuna Mănăstirea Cașin     | 46.15556°N 26.69695°E                                                                                                 | 1657                                                                        | Încarcă foto \| video | Raportează eroare |
| BC-II-m-A-00856.05 (RAN: 23458.01.04)            | Turn clopotniță | sat Mănăstirea Cașin; comuna Mănăstirea Cașin     | 46.15556°N 26.69695°E                                                                                                 | 1657                                                                        | Încarcă foto \| video | Raportează eroare |
| BC-II-m-A-00856.06 (RAN: 23458.01.05)            | Zid de incintă | sat Mănăstirea Cașin; comuna Mănăstirea Cașin     | 46.15556°N 26.69695°E                                                                                                 | 1657, ref. 1820 - 1830                                                      | Încarcă foto \| video | Raportează eroare |
| BC-II-m-B-00857                                  | Biserica de lemn „Adormirea Maicii Domnului” | sat Mărăști; comuna Filipeni                      | | 1808, ref. 1900 și 1921                                                     | Încarcă foto \| video | Raportează eroare |
| BC-II-m-B-00858 (RAN: 20885.02)                  | Biserica „Cuvioasa Paraschiva” | oraș Moinești                                     | Str. Avram Iancu 14, Cartier Hangani                                                                                  | 1776, transf. 1847                                                          | Încarcă foto \| video | Raportează eroare |
| BC-II-m-B-00859                                  | Fosta Școală primară de băieți, azi Atelierul Școlii „Ștefan Luchian”                                                                              | oraș Moinești                                     | Str. Zorilor 20 | 1894                                                                        |                       | Raportează eroare |
| BC-II-m-B-00860                                  | Biserica „Sf. Dumitru” | sat Motoșeni; comuna Motoșeni                     | | 1847                                                                        | Încarcă foto \| video | Raportează eroare |
| BC-II-m-B-00861                                  | Biserica de lemn „Sf. Dumitru” | sat Negoiești; comuna Ștefan cel Mare             | | cca. 1806                                                                   | Alte imagini          | Raportează eroare |
| BC-II-m-B-00862                                  | Biserica de lemn „Sf. Arhangheli” | sat Negoiești; comuna Ștefan cel Mare             | Cătun Gârbovana | 1817                                                                        | Încarcă foto \| video | Raportează eroare |
| BC-II-m-A-00863 (RAN: 20723.01)                  | Podul de piatră al lui Ștefan cel Mare | sat Negoiești; comuna Ștefan cel Mare             | Cătun Gârbovana, pe dreapta Trotușului, în dreptul km 24+810 pe șoseaua Adjud-Onești                                  | sec. XV                                                                     | Încarcă foto \| video | Raportează eroare |
| BC-II-m-B-00920                                  | Școală | sat Nicolae Bălcescu; comuna Nicolae Bălcescu     | | 1930                                                                        | Încarcă foto \| video | Raportează eroare |
| BC-II-m-B-00864                                  | Școală | sat Oncești; comuna Oncești                       | | 1929-1930                                                                   | Încarcă foto \| video | Raportează eroare |
| BC-II-m-B-00865                                  | Biserica „Sf. Nicolae” | oraș Onești                                       | Aleea Parcului 7bis                                                                                                   | 1843, transf. 1883                                                          |                       | Raportează eroare |
| BC-II-m-A-00866 (RAN: 24962.01)                  | Biserica de lemn „Sf. Arhangheli” | sat Oprișești; comuna Răchitoasa                  | În cimitir | 1634-1653                                                                   | Încarcă foto \| video | Raportează eroare |
| BC-II-m-A-00867 (RAN: 24962.02)                  | Biserica „Sf. Apostoli Petru și Pavel” | sat Oprișești; comuna Răchitoasa                  | În partea de S a satului                                                                                              | 1750                                                                        | Încarcă foto \| video | Raportează eroare |
| BC-II-m-A-00868 (RAN: 23957.01)                  | Biserica de lemn „Sf. Nicolae” | sat Orbeni; comuna Orbeni                         | Centrul satului | 1785                                                                        | Încarcă foto \| video | Raportează eroare |
| BC-II-m-B-00869                                  | Școală | sat Orbeni; comuna Orbeni                         | | 1893                                                                        | Încarcă foto \| video | Raportează eroare |
| BC-II-m-B-00870 (RAN: 24098.02)                  | Biserica de lemn „Sf. Nicolae” | sat Parincea; comuna Parincea                     | | 1702, transf. 1894                                                          | Încarcă foto \| video | Raportează eroare |
| BC-II-m-B-00871                                  | Școală | sat Pâncești; comuna Pâncești                     | | 1910                                                                        | Încarcă foto \| video | Raportează eroare |
| BC-II-m-B-00872                                  | Biserica „Cuvioasa Paraschiva” | sat Petrești; comuna Pâncești                     | | 1810, transf. 1924 și 1948                                                  | Încarcă foto \| video | Raportează eroare |
| BC-II-m-B-00873                                  | Conacul Veninoaia, azi școală | sat Petricica; comuna Strugari                    | 46.56104°N 26.86504°E                                                                                                 | sec. XIX                                                                    | Încarcă foto \| video | Raportează eroare |
| BC-II-m-B-00874 (RAN: 24436.01)                  | Biserica Lipovenească „Biserica la care nu s-a bătutniciuncui dinfier”                                                                             | sat Plopana; comuna Plopana                       | | sec. XVIII, transf. sec. XIX                                                | Încarcă foto \| video | Raportează eroare |
| BC-II-m-B-00875 (RAN: 22219.01)                  | Biserica de lemn „Adormirea Maicii Domnului” | sat Plopu; oraș Dărmănești                        | | 1795, ref. 1886                                                             | Încarcă foto \| video | Raportează eroare |
| BC-II-m-B-00876                                  | Biserica „Sf. Ilie” | sat Podu Turcului; comuna Podu Turcului           | | 1834                                                                        | Încarcă foto \| video | Raportează eroare |
| BC-II-m-B-00800                                  | Școală | sat Poduri; comuna Poduri                         | | 1915                                                                        | Încarcă foto \| video | Raportează eroare |
| BC-II-m-B-00877 (RAN: 24640.02)                  | Biserica de lemn „Sf. Voievozi” | sat Poduri; comuna Poduri                         | Cătun Rusăiești | sec. XVIII                                                                  | Încarcă foto \| video | Raportează eroare |
| BC-II-m-B-00878                                  | Biserica de lemn „Sf. Apostoli Petru și Pavel” | sat Pogleț; comuna Corbasca                       | | 1828                                                                        | Încarcă foto \| video | Raportează eroare |
| BC-II-m-B-00879                                  | Biserica de lemn „Sf. Dumitru” | sat Poiana; comuna Livezi                         | | 1814                                                                        | Încarcă foto \| video | Raportează eroare |
| BC-II-m-B-00880 (RAN: 25031.01)                  | Biserica de lemn „Nașterea Maicii Domnului” | sat Poieni; comuna Roșiori                        | | 1772                                                                        | Încarcă foto \| video | Raportează eroare |
| BC-II-m-B-00881                                  | Biserica de lemn „Înălțarea Domnului” | sat Praja; comuna Motoșeni                        | Pe dealul Praja, în partea de E a satului                                                                             | 1830                                                                        | Încarcă foto \| video | Raportează eroare |
| BC-II-m-B-00882 (RAN: 21837.01)                  | Biserica de lemn „Sf. Nicolae” | sat Pralea; comuna Căiuți                         | | 1755, ref. în anii 1774, 1810                                               | Încarcă foto \| video | Raportează eroare |
| BC-II-m-B-00883                                  | Biserica de lemn „Sf. Ilie” | sat Prisaca; comuna Berești-Tazlău                | 148 | 1883                                                                        | Încarcă foto \| video | Raportează eroare |
| BC-II-m-B-00884                                  | Biserica de lemn „Sf. Voievozi” | sat Prohozești; comuna Poduri                     | | cca. 1800, ref. 1860                                                        | Încarcă foto \| video | Raportează eroare |
| BC-II-m-B-00885                                  | Școală, azi Cămin cultural | sat Pustiana; comuna Pârjol                       | | 1910                                                                        | Încarcă foto \| video | Raportează eroare |
| BC-II-m-B-00886                                  | Conacul Lecca | sat Radomirești; comuna Letea Veche               | 46.54185°N 26.98911°E                                                                                                 | 1895                                                                        | Încarcă foto \| video | Raportează eroare |
| BC-II-m-B-00887                                  | Conacul Leon Furnuraki | sat Răcăciuni; comuna Răcăciuni                   | 46.33219°N 26.99572°E                                                                                                 | 1906                                                                        |                       | Raportează eroare |
| BC-II-m-B-00888                                  | Primăria | sat Răcăciuni; comuna Răcăciuni                   | 46.33121°N 27.00527°E                                                                                                 | 1940-1943                                                                   |                       | Raportează eroare |
| BC-II-m-B-00889                                  | Școală | sat Răcăciuni; comuna Răcăciuni                   | | 1903                                                                        | Încarcă foto \| video | Raportează eroare |
| BC-II-m-B-00890 (RAN: 20732.01)                  | Biserica de lemn „Sf. Voievozi” | sat Răcăuți; comuna Buciumi                       | | 1785                                                                        | Încarcă foto \| video | Raportează eroare |
| BC-II-m-B-00891 (RAN: 24846.02)                  | Biserica de lemn „Cuvioasa Paraschiva” | sat Răchitoasa; comuna Răchitoasa                 | | 1677                                                                        | Încarcă foto \| video | Raportează eroare |
| BC-II-a-A-00892 (RAN: 24846.01)                  | Mănăstirea Răchitoasa | sat Răchitoasa; comuna Răchitoasa                 | | sec. XVII - XVIII                                                           | Încarcă foto \| video | Raportează eroare |
| BC-II-m-A-00892.01 (RAN: 24846.01.01)            | Biserica „Adormirea Maicii Domnului” | sat Răchitoasa; comuna Răchitoasa                 | | 1698                                                                        | Încarcă foto \| video | Raportează eroare |
| BC-II-m-A-00892.02 (RAN: 24846.01.02)            | Zid de incintă | sat Răchitoasa; comuna Răchitoasa                 | | 1704                                                                        | Încarcă foto \| video | Raportează eroare |
| BC-II-m-A-00892.03 (RAN: 24846.01.03)            | Clădiri vechi (N, NE, S) | sat Răchitoasa; comuna Răchitoasa                 | | cca. 1739                                                                   | Încarcă foto \| video | Raportează eroare |
| BC-II-a-A-00893 (RAN: 20741.01)                  | Ansamblul bisericii „Sf. Voievozi” | sat Rădeana; comuna Ștefan cel Mare               | | 1628                                                                        | Încarcă foto \| video | Raportează eroare |
| BC-II-m-A-00893.01 (RAN: 20741.01.01)            | Biserica „Sf. Voievozi” | sat Rădeana; comuna Ștefan cel Mare               | | 1628                                                                        | Încarcă foto \| video | Raportează eroare |
| BC-II-m-A-00893.02 (RAN: 20741.01.02)            | Zid de incintă | sat Rădeana; comuna Ștefan cel Mare               | | 1628                                                                        | Încarcă foto \| video | Raportează eroare |
| BC-II-m-B-00894 (RAN: 20803.02)                  | Biserica „Sf. Îngeri” | localitatea Runcu; oraș Buhuși                    | | 1787                                                                        | Încarcă foto \| video | Raportează eroare |
| BC-II-m-B-00895                                  | Biserica de lemn „Sf. Voievozi” | sat Rusenii Răzeși; comuna Plopana                | | 1802                                                                        | Încarcă foto \| video | Raportează eroare |
| BC-II-m-B-00896                                  | Conacul Elias | sat Sascut; comuna Sascut                         | 1 46.19182°N 27.06768°E                                                                                               | sec. XIX                                                                    | Încarcă foto \| video | Raportează eroare |
| BC-II-m-B-00898                                  | Biserica „Sf. Nicolae” | sat Sascut; comuna Sascut                         | 20 | 1809                                                                        | Încarcă foto \| video | Raportează eroare |
| BC-II-m-B-00897                                  | Școală | sat Sascut; comuna Sascut                         | Str. Jaques M. Elias 2                                                                                                | 1906                                                                        | Încarcă foto \| video | Raportează eroare |
| BC-II-a-A-00899 (RAN: 25308.01)                  | Ansamblul bisericii „Sf. Voievozi” - Merișor | sat Scorțeni; comuna Scorțeni                     | | sec. XVIII - XIX                                                            | Încarcă foto \| video | Raportează eroare |
| BC-II-m-A-00899.01 (RAN: 25308.01.01)            | Biserica de lemn „Sf. Voievozi” - Merișor | sat Scorțeni; comuna Scorțeni                     | | 1799                                                                        | Încarcă foto \| video | Raportează eroare |
| BC-II-m-A-00899.02                               | Turn clopotniță | sat Scorțeni; comuna Scorțeni                     | | sec. XIX                                                                    | Încarcă foto \| video | Raportează eroare |
| BC-II-m-B-20945                                  | Biserica „Sf. Voievozi” | sat Scorțeni; comuna Scorțeni                     | | 1909-1913                                                                   | Încarcă foto \| video | Raportează eroare |
| BC-II-m-B-00900                                  | Fosta primărie - Slănic Moldova | oraș Slănic Moldova                               | Str. Alecsandri Vasile 2                                                                                              | 1870-1890                                                                   | Încarcă foto \| video | Raportează eroare |
| BC-II-m-A-00901                                  | Cazinou | oraș Slănic Moldova                               | Str. Alecsandri Vasile 3 46.2063°N 26.4371°E                                                                          | 1894                                                                        | Alte imagini          | Raportează eroare |
| BC-IV-m-B-20999                                  | Casa sculptorului George Apostu | sat Stănișești; comuna Stănișești                 | |                                                                             | Încarcă foto \| video | Raportează eroare |
| BC-II-m-B-00902 (RAN: 23626.01)                  | Biserica de lemn „Sf. Voievozi” | sat Șendrești; comuna Motoșeni                    | | sec. XVIII                                                                  | Încarcă foto \| video | Raportează eroare |
| BC-II-m-B-00903 (RAN: 23421.01)                  | Biserica de lemn „Sf. Gheorghe” | sat Șesuri; comuna Măgirești                      | | 1648                                                                        | Alte imagini          | Raportează eroare |
| BC-II-m-B-00904                                  | Conac | sat Ștefan cel Mare; comuna Ștefan cel Mare       | 46.22022°N 26.85468°E                                                                                                 | 1900                                                                        | Încarcă foto \| video | Raportează eroare |
| BC-II-m-B-00905                                  | Biserica „Sf. Treime” | oraș Târgu Ocna                                   | Cartier Gura Slănicului                                                                                               | 1809                                                                        | Încarcă foto \| video | Raportează eroare |
| BC-II-m-B-20910                                  | Casa Borisof | oraș Târgu Ocna                                   | Str. 9 Mai 5 | 1890                                                                        | Încarcă foto \| video | Raportează eroare |
| BC-II-m-B-00906 (RAN: 20974.04)                  | Biserica „Sf. Voievozi” | oraș Târgu Ocna                                   | Str. Constantinescu Ștefan 1                                                                                          | sec. XVIII, ref. 1849                                                       | Încarcă foto \| video | Raportează eroare |
| BC-II-a-B-00907                                  | Ansamblul bisericii „Cuvioasa Paraschiva” | oraș Târgu Ocna                                   | Str. Doja Gheorghe 1                                                                                                  | sec. XVII-XIX                                                               |                       | Raportează eroare |
| BC-II-m-B-00907.01 (RAN: 20974.09)               | Biserica de lemn „Cuvioasa Paraschiva” | oraș Târgu Ocna                                   | Str. Doja Gheorghe 1                                                                                                  | sec. XVII, ref. 1725                                                        |                       | Raportează eroare |
| BC-II-m-B-00907.02                               | Clopotniță | oraș Târgu Ocna                                   | Str. Doja Gheorghe 1                                                                                                  | sec. XIX                                                                    | Încarcă foto \| video | Raportează eroare |
| BC-II-a-A-00908 (LMI92: 04B0168) (RAN: 20974.06) | Ansamblul bisericii „Sf. Nicolae” | oraș Târgu Ocna                                   | Str. Grigorescu Eremia, general 2 46.28085°N 26.6057°E                                                                | 1758-1772, transf. 1883, 1936                                               |                       | Raportează eroare |
| BC-II-m-A-00908.01 (RAN: 20974.06.01)            | Biserica „Sf. Nicolae” | oraș Târgu Ocna                                   | Str. Grigorescu Eremia, general 2 46.28034°N 26.60553°E                                                               | 1758-1772, transf. 1883, 1936                                               |                       | Raportează eroare |
| BC-II-m-A-00908.02 (RAN: 20974.06.02)            | Zid de incintă | oraș Târgu Ocna                                   | Str. Grigorescu Eremia, general 2                                                                                     | 1758-1772, transf. 1883, 1936                                               |                       | Raportează eroare |
| BC-II-m-B-00909                                  | Biserica „Sf. Ioan Botezătorul” | oraș Târgu Ocna                                   | Str. Negri Costache 94                                                                                                | 1815                                                                        | Încarcă foto \| video | Raportează eroare |
| BC-II-a-A-00910 (RAN: 20974.08)                  | Fosta Mănăstire Răducanu | oraș Târgu Ocna                                   | Str. Răducanu 6 | sec. XVII - XVIII                                                           | Alte imagini          | Raportează eroare |
| BC-II-m-A-00910.01 (RAN: 20974.08.01)            | Biserica „Buna Vestire” | oraș Târgu Ocna                                   | Str. Răducanu 6 | 1664, adăugiri 1762                                                         |                       | Raportează eroare |
| BC-II-m-A-00910.02 (RAN: 20974.08.02)            | Construcții în incintă (ruine) | oraș Târgu Ocna                                   | Str. Răducanu 6 | 1712                                                                        | Încarcă foto \| video | Raportează eroare |
| BC-II-m-A-00910.03 (RAN: 20974.08.03)            | Turn intrare | oraș Târgu Ocna                                   | Str. Răducanu 6 | 1712                                                                        |                       | Raportează eroare |
| BC-II-m-A-00910.04 (RAN: 20974.08.04)            | Zid de incintă | oraș Târgu Ocna                                   | Str. Răducanu 6 46.27655°N 26.61272°E                                                                                 | 1712                                                                        |                       | Raportează eroare |
| BC-II-m-B-00911 (RAN: 20974.07)                  | Biserica de lemn „Sf. Gheorghe” | oraș Târgu Ocna                                   | Str. Tisești 98 | 1761, adăugiri 1895                                                         |                       | Raportează eroare |
| BC-II-m-B-00912 (RAN: 20974.03)                  | Biserica „Adormirea Maicii Domnului” - Precista | oraș Târgu Ocna                                   | Str. Victoriei 7 | 1683, ref. 1860                                                             |                       | Raportează eroare |
| BC-II-a-A-00913 (RAN: 25834.02)                  | Ansamblul bisericii „Sf. Voievozi” | sat Târgu Trotuș; comuna Târgu Trotuș             | | 1730                                                                        | Încarcă foto \| video | Raportează eroare |
| BC-II-m-A-00913.01 (RAN: 25834.02.01)            | Biserica „Sf. Voievozi” | sat Târgu Trotuș; comuna Târgu Trotuș             | În centrul satului, pe partea dreaptă a șoselei Onești - Tg. Ocna                                                     | 1730                                                                        | Încarcă foto \| video | Raportează eroare |
| BC-II-m-A-00913.02 (RAN: 25834.02.02)            | Turn clopotniță | sat Târgu Trotuș; comuna Târgu Trotuș             | În centrul satului, pe partea dreaptă a șoselei Onești - Tg. Ocna                                                     | 1800                                                                        | Încarcă foto \| video | Raportează eroare |
| BC-II-a-A-00914 (RAN: 21392.01)                  | Ansamblul conacului Rosetti-Tescanu, azi secția „Dumitru și Alice Rosetti Tescanu - George Enescu” a Muzeului Național „George Enescu” - București | sat Tescani; comuna Berești-Tazlău                | 126 46.51184°N 26.64966°E                                                                                             | sec. XVIII - XX                                                             |                       | Raportează eroare |
| BC-II-m-A-00914.01                               | Casa Rosetti - Tescanu | sat Tescani; comuna Berești-Tazlău                | 126 | 1894                                                                        |                       | Raportează eroare |
| BC-II-m-A-00914.02                               | Biserica „Sf. Gheorghe” | sat Tescani; comuna Berești-Tazlău                | 126 | 1769                                                                        |                       | Raportează eroare |
| BC-II-m-A-00914.03                               | Fabrica de Spirt Rosetti | sat Tescani; comuna Berești-Tazlău                | 126 | 1840                                                                        | Încarcă foto \| video | Raportează eroare |
| BC-II-m-B-00915                                  | Școală | sat Tescani; comuna Berești-Tazlău                | 167 | 1902                                                                        | Încarcă foto \| video | Raportează eroare |
| BC-II-m-B-00916 (RAN: 25451.01)                  | Biserica de lemn „Sf. Voievozi” | sat Tisa-Silvestri; comuna Odobești               | 273 | 1774, adăugiri 1870                                                         | Încarcă foto \| video | Raportează eroare |
| BC-II-m-B-00917 (RAN: 23635.01)                  | Biserica de lemn „Adormirea Maicii Domnului” | sat Țepoaia; comuna Motoșeni                      | Cătun Fundătura Țepoaia                                                                                               | 1774                                                                        | Încarcă foto \| video | Raportează eroare |
| BC-II-m-B-00918 (RAN: 25941.01)                  | Biserica de lemn „Adormirea Maicii Domnului” | sat Ungureni; comuna Ungureni                     | | 1754                                                                        | Încarcă foto \| video | Raportează eroare |
| BC-II-m-B-00919                                  | Biserica „Sf. Voievozi” | sat Ungureni; comuna Tătărăști                    | 9, Cătun Costișa | 1811                                                                        |                       | Raportează eroare |
| BC-II-m-B-00921                                  | Conacul Secară | sat Verșești; comuna Sănduleni                    | 46.44867°N 26.70055°E                                                                                                 | 1891                                                                        | Încarcă foto \| video | Raportează eroare |
| BC-III-m-B-00922                                 | Bustul lui Vasile Alecsandri | municipiul Bacău                                  | Str. Alecsandri Vasile 37                                                                                             | 1897 Wladimir Hegel                                                         | Încarcă foto \| video | Raportează eroare |
| BC-III-m-B-00923                                 | Bustul maiorului Constantin Ene | municipiul Bacău                                  | Str. Bălcescu Nicolae, în parcul Trandafirilor                                                                        | 1977                                                                        | Încarcă foto \| video | Raportează eroare |
| BC-III-m-B-00924                                 | Bustul căpitanului Nicolae Valter Mărăcineanu | municipiul Bacău                                  | Str. Constanței 1 | 1981 Marius Butunoiu                                                        | Încarcă foto \| video | Raportează eroare |
| BC-III-m-A-00925                                 | Statuia poetului George Bacovia | municipiul Bacău                                  | Str. Mărășești, În parcul Bibliotecii județene                                                                        | 1971 Constantin Popovici (sculptor) (artist)                                |                       | Raportează eroare |
| BC-III-m-B-00926                                 | Bustul lui Alexandru Ioan Cuza | sat Răcăciuni; comuna Răcăciuni                   | În parcul central | 1912                                                                        | Încarcă foto \| video | Raportează eroare |
| BC-III-m-A-00927                                 | Bustul lui Spiru Haret | sat Răcăciuni; comuna Răcăciuni                   | În curtea școlii | 1904                                                                        | Încarcă foto \| video | Raportează eroare |
| BC-III-m-B-00928                                 | Bustul lui Costache Negri | oraș Târgu Ocna                                   | În fața primăriei | 1941                                                                        | Încarcă foto \| video | Raportează eroare |
| BC-III-m-A-00929                                 | Statuia lui George Enescu | sat Tescani; comuna Berești-Tazlău                | În parcul casei memoriale Rosetti-Tescanu                                                                             | 1957 Boris Caragea                                                          |                       | Raportează eroare |
| BC-IV-m-A-00930                                  | Casa memorială „George Bacovia” | municipiul Bacău                                  | Str. Bacovia George 13 46.56984°N 26.90874°E                                                                          | sf. sec. XIX                                                                |                       | Raportează eroare |
| BC-IV-m-B-00931                                  | Casa pictorului Nicu Enea | municipiul Bacău                                  | Str. Enea Nicu 31 46.57289°N 26.91609°E                                                                               | 1926                                                                        | Încarcă foto \| video | Raportează eroare |
| BC-IV-m-B-00932                                  | Casa dramaturgului Ion Luca | municipiul Bacău                                  | Str. Luca Ion 2 | 1920                                                                        | Încarcă foto \| video | Raportează eroare |
| BC-IV-m-B-00933                                  | Monumentul în memoria victimelor fascismului 1939-1944                                                                                             | municipiul Bacău                                  | Str. Tolstoi I. Alexei 16, în cimitirul izraelit nou                                                                  | 1959                                                                        | Încarcă foto \| video | Raportează eroare |
| BC-IV-m-B-00934                                  | Placă memorială 1907 | sat Blăgești; comuna Blăgești                     | În curtea Grădiniței                                                                                                  | 1957                                                                        | Încarcă foto \| video | Raportează eroare |
| BC-IV-m-B-00936                                  | Casa memorială „Grigore Tăbăcaru” | sat Hemeiuș; comuna Hemeiuș                       | | 1861                                                                        | Încarcă foto \| video | Raportează eroare |
| BC-IV-m-B-00937                                  | Monumentul eroilor din războiul pentru independență                                                                                                | oraș Moinești                                     | În Parcul Tei | 1908                                                                        |                       | Raportează eroare |
| BC-IV-m-A-00935                                  | Monumentul eroilor cavaleriști din primul război mondial                                                                                           | sat Oituz; comuna Oituz                           | „Dealul Coșna” | 1924 Vasile Ionescu-Varo (sculptor)                                         |                       | Raportează eroare |
| BC-IV-m-B-00938 (RAN: 20572.01)                  | Cruce de pomenire din piatră | municipiul Onești                                 | În curtea Bisericii „Sf. Dumitru”                                                                                     | 1777                                                                        | Încarcă foto \| video | Raportează eroare |
| BC-IV-m-A-00939                                  | Mormântul sublocotenentului erou Emil Rebreanu | sat Palanca; comuna Palanca                       | | 1921                                                                        | Încarcă foto \| video | Raportează eroare |
| BC-IV-m-B-00940                                  | Casa memorială „Ion Borcea” | sat Racova; comuna Racova                         | | sec. XIX                                                                    | Încarcă foto \| video | Raportează eroare |
| BC-IV-m-B-00941                                  | Monumentul eroilor din războiul pentru independență                                                                                                | sat Sascut; comuna Sascut                         | | 1910                                                                        | Încarcă foto \| video | Raportează eroare |
| BC-IV-m-B-00942                                  | Izvorul 1 - placă memorială | oraș Slănic Moldova                               | | 1927                                                                        |                       | Raportează eroare |
| BC-IV-m-A-00908.03                               | Ansamblul memorial 1916-1919 | oraș Târgu Ocna                                   | Str. Grigorescu Eremia, general 2 46.28092°N 26.6059°E                                                                | 1932                                                                        |                       | Raportează eroare |
| BC-IV-m-A-00943                                  | Mormântul lui Costache Negri și a surorilor sale Catinca și Zulnia                                                                                 | oraș Târgu Ocna                                   | Str. Răducanu 6, în curtea bisericii „Răducanu”                                                                       | 1876 mormântul și 1877 stela funerară                                       | Alte imagini          | Raportează eroare |